# Campeonato Mundial de Halterofilismo de 2023 - Mais de 87 kg feminino
A categoria mais de 87 kg feminino foi um evento do Campeonato Mundial de Halterofilismo de 2023, disputado em Riade, na Arábia Saudita, no dia 16 de setembro de 2023.

## Calendário
Horário local (UTC+3)
| Dia            | Horário | Fase    |
| -------------- | ------- | ------- |
| 16 de setembro | 09:30   | Grupo C |
| 16 de setembro | 11:30   | Grupo B |
| 16 de setembro | 16:30   | Grupo A |

## Medalhistas
| Evento    | Ouro                 | Ouro   | Prata                     | Prata  | Bronze              | Bronze |
| --------- | -------------------- | ------ | ------------------------- | ------ | ------------------- | ------ |
| Arranque  | Park Hye-jeong (KOR) | 124 kg | Son Young-hee (KOR)       | 122 kg | Lisseth Ayoví (ECU) | 121 kg |
| Arremesso | Park Hye-jeong (KOR) | 165 kg | Mary Theisen-Lappen (USA) | 160 kg | Lisseth Ayoví (ECU) | 155 kg |
| Total     | Park Hye-jeong (KOR) | 289 kg | Mary Theisen-Lappen (USA) | 277 kg | Lisseth Ayoví (ECU) | 276 kg |

## Recordes
Antes desta competição, o recorde mundial da prova era o seguinte:
| Recorde         | Tipo      | Atleta          | Peso   | Local     | Data                |
| Recorde Mundial | Arranque  | Li Wenwen (CHN) | 148 kg | Tasquente | 25 de abril de 2021 |
| Recorde Mundial | Arremesso | Li Wenwen (CHN) | 187 kg | Tasquente | 25 de abril de 2021 |
| Recorde Mundial | Total     | Li Wenwen (CHN) | 335 kg | Tasquente | 25 de abril de 2021 |

## Resultado
Os resultados foram os seguintes.
| Pos.              | Atleta                          | Grupo | Arranque (kg) | Arranque (kg) | Arranque (kg) | Arranque (kg)     | Arremesso (kg) | Arremesso (kg) | Arremesso (kg) | Arremesso (kg)    | Total      |
| Pos.              | Atleta                          | Grupo | 1             | 2             | 3             | Resultado         | 1              | 2              | 3              | Resultado         | Total      |
| ----------------- | ------------------------------- | ----- | ------------- | ------------- | ------------- | ----------------- | -------------- | -------------- | -------------- | ----------------- | ---------- |
| Medalha de ouro   | Park Hye-jeong (KOR)            | A     | 120           | 124           | 131           | Medalha de ouro   | 158            | 158            | 165            | Medalha de ouro   | 289        |
| Medalha de prata  | Mary Theisen-Lappen (USA)       | A     | 117           | 117           | 121           | 6                 | 156            | 160            | 166            | Medalha de prata  | 277        |
| Medalha de bronze | Lisseth Ayoví (ECU)             | A     | 111           | 116           | 121           | Medalha de bronze | 146            | 150            | 155            | Medalha de bronze | 276        |
| 4                 | Halima Abdelazim (EGY)          | A     | 120           | 120           | 123           | 4                 | 148            | 152            | 157            | 5                 | 272        |
| 5                 | Sarah Robles (USA)              | A     | 117           | 121           | 123           | 5                 | 145            | 150            | 150            | 6                 | 267        |
| 6                 | Iuniarra Sipaia (SAM)           | A     | 105           | 110           | 114           | 11                | 150            | 154            | 157            | 4                 | 264        |
| 7                 | Crismery Santana (DOM)          | B     | 110           | 114           | 116           | 7                 | 136            | 141            | 145            | 8                 | 259        |
| 8                 | Nurul Akmal (INA)               | B     | 105           | 105           | 110           | 10                | 145            | 146            | 150            | 7                 | 256        |
| 9                 | Wang Ling-chen (TPE)            | B     | 110           | 114           | 114           | 9                 | 140            | 143            | 143            | 9                 | 253        |
| 10                | Tursunoy Jabborova (UZB)        | B     | 110           | 114           | 116           | 8                 | 135            | 135            | 141            | 10                | 251        |
| 11                | Tuana Süren (TUR)               | B     | 102           | 106           | 109           | 12                | 134            | 137            | 140            | 12                | 243        |
| 12                | Naryury Pérez (VEN)             | C     | 95            | 100           | 105           | 13                | 120            | 130            | 135            | 13                | 240        |
| 13                | Taiane Justino (BRA)            | B     | 98            | 102           | 102           | 14                | 132            | 137            | 141            | 11                | 239        |
| 14                | Susana Nimo (NZL)               | C     | 93            | 98            | 101           | 15                | 115            | 116            | 120            | 16                | 217        |
| 15                | Scarleth Ucelo (GUA)            | C     | 85            | 90            | 92            | 16                | 118            | 118            | 118            | 14                | 208        |
| 16                | Tereza Králová (CZE)            | C     | 85            | 85            | 90            | 17                | 106            | 112            | 117            | 15                | 202        |
| 17                | Marie Korkor Agbah-Hughes (GHA) | C     | 60            | 64            | 67            | 18                | 85             | 91             | 93             | 17                | 152        |
| 18                | Rana Al-Harbi (KSA)             | C     | 48            | 52            | 55            | 19                | 68             | 72             | 74             | 18                | 126        |
| —                 | Son Young-hee (KOR)             | A     | 115           | 121           | 122           | Medalha de prata  | 157            | —              | —              | —                 | —          |
| —                 | Li Wenwen (CHN)                 | A     | 130           | 130           | —             | —                 | —              | —              | —              | —                 | —          |
| —                 | Emily Campbell (GBR)            | A     | —             | —             | —             | —                 | —              | —              | —              | —                 | —          |
| —                 | Yaniuska Espinosa (VEN)         | B     | 105           | 105           | 105           | —                 | 130            | —              | —              | —                 | —          |
| —                 | Duangaksorn Chaidee (THA)       | B     | —             | —             | —             | —                 | —              | —              | —              | —                 | —          |
| —                 | Sarah Fischer (AUT)             | B     | —             | —             | —             | —                 | —              | —              | —              | —                 | —          |
| —                 | Anastasiia Hotfrid (GEO)        | C     | —             | —             | —             | —                 | —              | —              | —              | —                 | —          |
| —                 | Lorraine Ligare (KEN)           | C     | Não largou    | Não largou    | Não largou    | Não largou        | Não largou     | Não largou     | Não largou     | Não largou        | Não largou |